# Theo Sondrejoe
Theodorus (Theo) Sondrejoe (1955/1956 - Paramaribo, 19 augustus 2015) was een Surinaams bestuurder. Hij was van 2007 tot 2015 districtscommissaris van Marowijne.

## Biografie
Theo Sondrejoe was lid van de Algemene Bevrijdings- en Ontwikkelingspartij (ABOP) en trad op 2 maart 2007 aan als districtscommissaris (dc) van Marowijne.
In 2013 had hij de leiding over de subcommissie van Carifesta XI, wat in Marowijne werd georganiseerd als voorproefje van het Moengo Festival. In de subcommissie nam ook Marcel Pinas plaats, de trekker van het festival.
In 2014 liet Sondrejoe een ereboog van de Tembe Art Studio van Pinas aanpassen na een protest van christenen van de pinkstergemeente. Pinas vond het protest verontrustend omdat hij het onverdraagzaam vond naar andersdenkenden. In augustus 2015 was er opnieuw een onrust bij de pinkstergemeente, vanwege een kustwerk met een doodskist en dolende spoken. Sondrejoe legde de klacht van afgoderij aan de media uit met: "Ouders hebben moeite met de zwarte doodskist in een schoollokaal." Een andere pittige zaak waar hij in deze tijd mee  te maken had, betrof een grondenrechtenvraagstuk.
Medio augustus 2015 kreeg Sondrejoe een beroerte en lag hij twee dagen op de intensive care van het Academisch Ziekenhuis Paramaribo. In de ochtend van 19 augustus overleed hij op 59-jarige leeftijd. Bij elkaar diende hij acht jaar lang als in Marowijne en was hij in beeld om aan te blijven als nestor voor de dc's tijdens het net geïnstalleerde kabinet-Bouterse I, waar de ABOP (A-Combinatie) niet aan deelnam zoals de twee regeringen ervoor (Venetiaan III en Bouterse I). Hij werd begraven op de begraafplaats Hodi mi Krastibi in Paramaribo.
Nadat Remi Pollack (dc Commewijne) en Jerry Miranda (Paramaribo-Noordoost), meer dan een jaar in Marowijne had waargenomen, werd Sondrejoe in november 2016 opgevolgd door Freddy Daniël.